# Deodat I
Deodat I (Roma, ? - id. 618) fou un prevere romà, Papa entre 615 i 618. És venerat com a sant per diverses confessions cristianes.
Va ser escollit Papa el 10 d'octubre de l'any 615. Una bona part del seu pontificat el va dedicar a curar leprosos i apestats. Va ser el primer a utilitzar el timbre pels decrets pontificis. Així, el seu és el timbre més antic que es guarda al Vaticà.
Va morir a Roma el 8 de novembre de l'any 618.